# Velény, Baranya
Velény este un sat în districtul Szentlőrinc, județul Baranya, Ungaria, având o populație de 152 de locuitori (2011). 

## Demografie
Componența etnică a satului Velény
     Maghiari (89,86%)
     Romi (8,11%)
     Bulgari (2,03%)
Componența confesională a satului Velény
     Romano-catolici (38,82%)
     Fără religie (32,89%)
     Necunoscută (28,29%)
Conform recensământului din 2011, satul Velény avea 152 de locuitori. Din punct de vedere etnic, majoritatea locuitorilor (89,86%) erau maghiari, existând și minorități de romi (8,11%) și bulgari (2,03%). Nu există o religie majoritară, locuitorii fiind romano-catolici (38,82%) și persoane fără religie (32,89%). Pentru 28,29% din locuitori nu este cunoscută apartenența confesională.